# هایلی راسو
هایلی راسو (انگلیسی: Hayley Raso؛ زادهٔ ۵ سپتامبر ۱۹۹۴) بازیکن فوتبال اهل استرالیا است.
از باشگاه‌هایی که در آن بازی کرده‌است می‌توان به واشینگتن اسپیریت، باشگاه فوتبال پورتلند تورنز، بریزبن رور، و باشگاه فوتبال زنان اورتون اشاره کرد.
وی همچنین در تیم‌های ملی فوتبال Australia women's national under-20 soccer team و زنان استرالیا بازی کرده‌است.